# Wassili Luckhardt
Wassili Luckhardt (né le 22 juillet 1889 à Berlin et mort le 2 décembre 1972 à Berlin) est un architecte allemand. Il fit ses études à l'université technique de Berlin et à l'université technique de Dresde. Wassili et son frère Hans Luckhardt sont professionnellement restés très proches pratiquement toute leur vie, travaillant ensemble. Ils étaient tous deux membres du Novembergruppe, de l'Arbeitsrat für Kunst, de la Gläserne Kette et, à partir de 1926, du groupe der Ring. Les deux frères partageaient un bureau avec l'architecte Alfons Anker.

## Biographie

### Chronologie
- 1907 à 1914 Études à l'université technique de Berlin (située à Charlottenburg) et à Dresde, interrompues par la Première Guerre mondiale.
- 1921 à 1954 Fondation d'une agence d'architecture avec son frère Hans.
- 1924 à 1934 Il partage ses bureaux avec Alfons Anker.
- 1955 Membre de l'Académie des arts de Berlin jusqu'en 1959 en tant que directeur adjoint du département de l'architecture.
- 1958 La ville de Berlin lui remet un prix artistique.
- 1962 Docteur honoris causa de l'université technique de Berlin

### Carrière
Dans les années 1920, les frères Luckhardt faisaient partie des architectes montants du XXe siècle. D'abord expressionnistes, ils se tournèrent ensuite vers le modernisme. Leurs bâtiments sont des exemples types d'ossature métallique ou de béton armé. Durant la période nazie, les Luckhardt essayèrent dans un premier temps de concilier leur architecture avec le nouveau pouvoir en place, et rejoignirent même le parti nazi. Il leur est cependant rapidement apparu évident que ce nouveau régime nécessitait un langage architectural différent. Ils furent professionnellement disqualifiés et ne purent seulement construire que trois maisons particulières durant cette période, maisons dont l'aspect extérieur reprenait des éléments du style en vogue prôné par le régime.
Après la Deuxième Guerre mondiale, ils essayèrent de retourner à leurs travaux d'avant-guerre. À la mort de son frère Hans, Wassili dirigea l'agence seul. Le concours de 1959 pour la Haus der Bremischen Bürgerschaft (bâtiment de l'assemblée de Brême) fut seulement réalisée après de longues discussions et des révisions répétées. En 1960 il fut l'un des trois architectes sélectionnés lors d'un concours en vue de la transformation du bâtiment du Reichstag de Berlin.
Il est enterré avec son frère au cimetière de Luisenstadt (Berlin-Kreuzberg).

## Œuvres

### Bâtiments (sélection)
- Maisons à toit-terrasse sur Schorlemerallee (habitat expérimental), Berlin-Zehlendorf (1925–30, remaniées depuis)
- Bureaux sur Tauentzienstraße, Stadtküche Kraft, Berlin (1925, détruits pendant la guerre)
- Chrysler-Haus, Berlin (1927, démoli en 1961)
- Bureau à Hirsch, Berlin (1926-27)
- Villa Buchthal, Berlin-Charlottenburg (1928, transformée et agrandie par la suite)
- Villa Telschow, Berlin-Tiergarten (1928–29, détruite pendant la guerre)
- Maison de campagne, Kluge, Berlin-Charlottenburg (1929)
- Maisons „Am Rupenhorn”, Berlin (1919-32)
- Maison de campagne, Bibersteig, Berlin (1939)
- Pavillon de Berlin à Constructa 1951, Hanovre (1951, démoli)